# Bretea
Bretea (węg. Magyarberéte) – wieś w Rumunii, w okręgu Bistrița-Năsăud, w gminie Șieu-Odorhei. W 2011 roku liczyła 107 mieszkańców.